# Melodifestivalen 2015
La cinquantacinquesima edizione del Melodifestival si è tenuta dal 7 febbraio al 14 marzo 2015 in sei città svedesi (Göteborg, Malmö, Östersund, Örebro, Helsingborg e Solna) e ha selezionato il rappresentante della Svezia all'Eurovision Song Contest 2015.
Il concorso si è articolato in quattro semifinali, un round di ripescaggio e la finale. I presentatori di questa edizione sono stati Robin Paulsson e Sanna Nielsen.
Il vincitore è stato Måns Zelmerlöw con Heroes.

## Organizzazione
L'emittente svedese Sveriges Television (SVT) ha confermato la partecipazione della Svezia all'Eurovision Song Contest 2015, ospitato dalla capitale austriaca Vienna, il 20 maggio 2014, confermando inoltre che il Melodifestival sarebbe stato utilizzato per selezionare il rappresentante della nazione scandinava.
Il regolamento per la presentazione dei brani è stato pubblicato il 25 giugno 2014, mentre è stato possibile inviare le proprie proposte tra il 1 e il 16 settembre dello stesso anno.

### Format
Per il 14º anno consecutivo il festival si è articolato in diverse serate ospitate da diverse città della Svezia. Nel dettaglio le 4 semifinali, da 7 partecipanti ciascuna, si sono tenute a Göteborg, Malmö, Östersund e Örebro, mentre il ripescaggio (in svedese: Andra Chansen, ossia seconda chance) si è tenuto a Helsingborg, selezionando tramite quattro duelli gli ultimi quattro finalisti, e infine la finale si è tenuta a Solna.
| Fase                                  | Città       | Sede              | Capacità | Immagine |
| ------------------------------------- | ----------- | ----------------- | -------- | -------- |
| Prima semifinale (7 febbraio 2015)    | Göteborg    | Scandinavium      | 14 000   |          |
| Seconda semifinale (14 febbraio 2015) | Malmö       | Malmö Arena       | 15 500   |          |
| Terza semifinale (21 febbraio 2015)   | Östersund   | Östersund Arena   | 3 000    |          |
| Quarte semifinale (28 febbraio 2015)  | Örebro      | Conventum Arena   |          |          |
| Ripescaggio (7 marzo 2015)            | Helsingborg | Helsingborg Arena | 5 000    |          |
| Finale (14 marzo 2015)                | Solna       | Friends Arena     | 65 000   |          |

#### Sistema di voto
Nelle semifinali e nel ripescaggio il punteggio è stato decretato unicamente dal televoto e dal voto attraverso un'applicazione mobile, mentre in finale si è aggiunto il voto di 11 giurie di altre nazioni (Armenia, Austria, Belgio, Cipro, Estonia, Francia, Israele, Malta, Paesi Bassi, Regno Unito e Slovenia) che hanno assegnato voti tra 1, 2, 4, 6, 8, 10 e 12 punti alle canzoni finaliste.

## Partecipanti
La lista dei partecipanti in ordine alfabetico, annunciati dall'emittente il 24 e 25 novembre 2014:
| Artista                          | Brano                          | Lingua  | Compositori                                                                       |
| -------------------------------- | ------------------------------ | ------- | --------------------------------------------------------------------------------- |
| Andreas Johnson                  | Living to Die                  | Inglese | Andreas Johnson, Bobby Ljunggren e Karl-Ola Kjellholm                             |
| Andreas Weise                    | Bring Out the Fire             | Inglese | Henrik Jansson, Thomas G:son e Anton Malmberg Hård af Segerstad                   |
| Annika Herlitz                   | Ett andetag                    | Svedese | Amir Aly, Maciel Numhauser, Robin Abrahamsson, Sharon Dyall e Sharon Vaughn       |
| Berhang Miri & Victor Crone      | Det rår vi inte för            | Svedese | Behrang Miri, Albin Johnsén, Måns Zelmerlöw e Tony Nilsson                        |
| Caroline Wennergren              | Black Swan                     | Inglese | Nicklas Eklund, Joel DeLuna e Aimee Bobruk                                        |
| Daniel Gildenlöw                 | Pappa                          | Svedese | Daniel Gildenlöw                                                                  |
| Dinah Nah                        | Make Me (La La La)             | Inglese | Dinah Nah, Alban Nwapa, Jakke Erixson e Karl-Ola Kjellholm                        |
| Dolly Style                      | Hello Hi                       | Inglese | Emma Nors, Palle Hammarlund e Jimmy Jansson                                       |
| Elize Ryd & Rickard Söderberg    | One by One                     | Inglese | Elize Ryd, Jimmy Jansson, Karl-Ola Kjellholm e Sharon Vaughn                      |
| Ellen Benediktson                | Insomnia                       | Inglese | Ellen Benediktson e Anderz Wrethov                                                |
| Emelie Irewald                   | Där och då med dig             | Svedese | Emelie Irewald                                                                    |
| Eric Saade                       | Sting                          | Inglese | Sam Arash Fahmi, Fredrik Kempe, Hamed Pirouzpanah e David Kreuger                 |
| Hasse Andersson                  | Guld och gröna skogar          | Svedese | Anderz Wrethov, Elin Wrethov, Johan Bejerholm e Johan Deltinger                   |
| Isa                              | Don't Stop                     | Inglese | Isa Tengblad, Johan Ramström, Gustaf Svenungsson, Magnus Wallin e Oscar Merner    |
| Jessica Andersson                | Can't Hurt Me Now              | Inglese | Aleena Gibson e Fredrik Thomander                                                 |
| Jon Henrik Fjällgren             | Jag är fri (Manne Leam Frijje) | Svedese | Jon Henrik Fjällgren, Erik Holmberg, Tony Malm e Josef Melin                      |
| JTR                              | Building It Up                 | Inglese | John Andreasson, Tom Lundbäck, Robin Lundbäck, Erik Lewander e Iggy Strange Dahl  |
| Kalle Johansson                  | För din skull                  | Svedese | Martin Eriksson, Thomas G:son e Thomas Karlsson                                   |
| Kristin Amparo                   | I See You                      | Inglese | Kristin Amparo, Fredrik Kempe e David Kreuger                                     |
| Linus Svenning                   | Forever Starts Today           | Inglese | Aleena Gibson, Anton Malmberg Hård af Segerstad e Fredrik Kempe                   |
| Magnus Carlsson                  | Möt mig i Gamla stan           | Svedese | Thomas G:son e Lina Eriksson                                                      |
| Måns Zelmerlöw                   | Heroes                         | Inglese | Anton Malmberg Hård af Segerstad, Joy Deb e Linnea Deb                            |
| Marie Bergman & Sanne Salomonsen | Nonetheless                    | Inglese | Andreas Stone Johansson e Allison Kaplan                                          |
| Mariette                         | Don't Stop Believing           | Inglese | Linda Karlsson e Sonny Gustafsson                                                 |
| Midnight Boy                     | Don't Say No                   | Inglese | Johan Krafman, Kristofer Östergren e Olle Blomström                               |
| Molly Pettersson Hammar          | I'll Be Fine                   | Inglese | Molly Pettersson Hammar, Lisa Desmond, Tim Larsson, Tobias Lundgren e Gavin Jones |
| Neverstore                       | If I Was God For One Day       | Inglese | Thomas G:son, John Gordon e Jacob Widén                                           |
| Samir & Viktor                   | Groupie                        | Svedese | Anton Malmberg Hård af Segerstad, Maria Smith, Kevin Högdahl e Viktor Thell       |

### Artisti ritornanti
Tra gli artisti partecipanti a questa edizione alcuni di essi avevano già partecipato in passato, tra di essi figurano Eric Saade, vincitore nel 2011, Marie Bergman, vincitrice nel 1971 e 1972 (come parte dei Family Four) e nel 1994 (con Roger Pontare). Sanna Nielsen, presentatrice dell'edizione, aveva inoltre vinto l'edizione precedente della manifestazione.
| Interprete          | Ultima partecipazione |
| ------------------- | --------------------- |
| Andreas Johnson     | 2010                  |
| Behrang Miri        | 2013                  |
| Caroline Wennergren | 2005                  |
| Daniel Gildenlöw    | 2010                  |
| Ellen Benediktson   | 2014                  |
| Eric Saade          | 2011                  |
| Jessica Andersson   | 2010                  |
| Linus Svenning      | 2014                  |
| Magnus Carlsson     | 2007                  |
| Måns Zelmerlöw      | 2007                  |
| Marie Bergman       | 1994                  |
| Sanne Salomonsen    | 2005                  |

## Semifinali

### Prima semifinale
La prima semifinale si è svolta presso lo Scandinavium di Göteborg alle ore 20:00 (UTC+1) del 7 febbraio 2015, e ha visto competere i primi 7 concorrenti.
Ai primi due posti si sono classificati Eric Saade e Jessica Andersson, qualificandosi per la finale, mentre al terzo e quarto posto si sono classificati le Dolly Style e Berhang Miri & Victor Crone, che passano al ripescaggio.
Il voto tuttavia è stato contestato in seguito al crash della neonata applicazione di SVT. Nonostante ciò il produttore dell'evento ha sostenuto che i punteggi non sono stati alterati.
- Finale
- Ripescaggio

| # | Artista                       | Brano               | Punteggio | Punteggio | Punteggio | Posizione |
| # | Artista                       | Brano               | Round 1   | Round 2   | Totale    | Posizione |
| - | ----------------------------- | ------------------- | --------- | --------- | --------- | --------- |
| 1 | Molly Pettersson Hammar       | I'll Be Fine        | 82 807    | -         | 82 807    | 6         |
| 2 | Daniel Gildenlöw              | Pappa               | 44 483    | -         | 44 483    | 7         |
| 3 | Rickard Söderberg & Elize Ryd | One By One          | 101 433   | 27 928    | 129 361   | 5         |
| 4 | Dolly Style                   | Hello Hi            | 138 255   | 16 961    | 155 216   | 3         |
| 5 | Berhang Miri & Victor Crone   | Det rår vi inte för | 140 374   | 8 606     | 148 980   | 4         |
| 6 | Jessica Andersson             | Can't Hurt Me Now   | 187 686   | 25 279    | 212 965   | 2         |
| 7 | Eric Saade                    | Sting               | 413 556   | 35 324    | 448 880   | 1         |

### Seconda semifinale
La seconda semifinale si è tenuta presso la Malmö Arena, che in passato ha ospitato l'Eurovision Song Contest 2013.
In prima e seconda posizione ci sono Mariette e Magnus Carlsson, seguiti da Linus Svenning e Samir & Viktor.
- Finale
- Ripescaggio

| # | Artista                          | Brano                    | Punteggio | Punteggio | Punteggio | Posizione |
| # | Artista                          | Brano                    | Round 1   | Round 2   | Totale    | Posizione |
| - | -------------------------------- | ------------------------ | --------- | --------- | --------- | --------- |
| 1 | Linus Svenning                   | Forever Starts Today     | 357 113   | 36 156    | 393 269   | 4         |
| 2 | Emelie Irewald                   | Där och då med dig       | 134 638   | -         | 134 638   | 6         |
| 3 | Samir & Viktor                   | Groupie                  | 455 225   | 19 958    | 475 183   | 3         |
| 4 | Neverstore                       | If I Was God for One Day | 253 725   | 12 227    | 265 952   | 5         |
| 5 | Marie Bergman & Sanne Salomonsen | Nonetheless              | 134 427   | -         | 134 427   | 7         |
| 6 | Magnus Carlsson                  | Möt mig i Gamla stan     | 441 477   | 34 140    | 475 617   | 2         |
| 7 | Mariette                         | Don't Stop Believing     | 472 908   | 28 219    | 501 127   | 1         |

### Terza semifinale
La terza semifinale è stata ospitata dalla Östersund Arena di Östersund, che per la prima volta ha ospitato una semifinale del Melodifestivalen.
Passano in finale Isa e Jon Henrik Fjällgren, mentre vanno al ripescaggio Kristin Amparo e Andreas Weise.
- Finale
- Ripescaggio

| # | Artista              | Brano                          | Punteggio | Punteggio | Punteggio | Posizione |
| # | Artista              | Brano                          | Round 1   | Round 2   | Totale    | Posizione |
| - | -------------------- | ------------------------------ | --------- | --------- | --------- | --------- |
| 1 | Ellen Benediktson    | Insomnia                       | 288 995   | 9 768     | 298 763   | 5         |
| 2 | Kalle Johansson      | För din skull                  | 261 572   | -         | 261 572   | 6         |
| 3 | Andreas Weise        | Bring Out the Fire             | 419 346   | 31 577    | 450 923   | 3         |
| 4 | Andreas Johnson      | Living to Die                  | 252 280   | -         | 252 280   | 7         |
| 5 | Isa                  | Don't Stop                     | 499 426   | 18 978    | 518 404   | 2         |
| 6 | Kristin Amparo       | I See You                      | 395 936   | 19 074    | 415 010   | 4         |
| 7 | Jon Henrik Fjällgren | Jag är fri (Manne Leam Frijje) | 593 601   | 72 716    | 666 317   | 1         |

### Quarta semifinale
L'ultima semifinale si è tenuta per la prima volta presso la Conventum Arena di Örebro.
Vanno in finale Måns Zelmerlöw e JTR, mentre si esibiranno nuovamente Hasse Andersson e Dinah Nah.
- Finale
- Ripescaggio

| # | Artista             | Brano                 | Punteggio | Punteggio | Punteggio | Posizione |
| # | Artista             | Brano                 | Round 1   | Round 2   | Totale    | Posizione |
| - | ------------------- | --------------------- | --------- | --------- | --------- | --------- |
| 1 | Midnight Boy        | Don't Say No          | 157 793   | -         | 157 793   | 7         |
| 2 | Caroline Wennergren | Black Swan            | 252 405   | 31 787    | 284 192   | 5         |
| 3 | JTR                 | Building It Up        | 378 312   | 7 590     | 385 902   | 2         |
| 4 | Hasse Andersson     | Guld och gröna skogar | 339 263   | 40 042    | 379 305   | 3         |
| 5 | Dinah Nah           | Make Me (La La La)    | 356 640   | 9 438     | 366 078   | 4         |
| 6 | Annika Herlitz      | Ett andetag           | 226 388   | -         | 226 388   | 6         |
| 7 | Måns Zelmerlöw      | Heroes                | 712 652   | 58 771    | 771 423   | 1         |

## Ripescaggio

### Duelli
Il ripescaggio si è tenuto, sempre per la prima volta, alla Helsingborg Arena di Helsingborg.
Inoltre è stato modificato il sistema dei ripescaggi, che ha mandato in finale quattro partecipanti, tramite quattro duelli. Nelle precedenti edizioni invece solo due concorrenti dell'Andra chansen, dopo essersi qualificati nella prima fase ed essersi affrontati in due duelli separati, potevano accedere alla finale.
Inoltre Malena Ernman, vincitrice del Melodifestivalen 2009 e rappresentante svedese all'Eurovision Song Contest 2009, si è esibita con Behrang Miri & Victor Crone.
| Duello | # | Artista                     | Brano                 | Punteggio |
| ------ | - | --------------------------- | --------------------- | --------- |
| I      | 1 | Andreas Weise               | Bring Out the Fire    | 402 521   |
| I      | 2 | Linus Svenning              | Forever Starts Today  | 531 109   |
| II     | 1 | Hasse Andersson             | Guld och gröna skogar | 599 724   |
| II     | 2 | Kristin Amparo              | I See You             | 441 015   |
| III    | 1 | Dolly Style                 | Hello Hi              | 404 960   |
| III    | 2 | Dinah Nah                   | Make Me (La La La)    | 524 887   |
| IV     | 1 | Behrang Miri & Victor Crone | Det rår vi inte för   | 297 739   |
| IV     | 2 | Samir & Viktor              | Groupie               | 628 022   |

## Finale
La finale si è svolta nuovamente presso la Friends Arena di Solna il 14 marzo.
| #  | Artista              | Brano                          | Punteggio | Punteggio | Punteggio | Posizione |
| #  | Artista              | Brano                          | Giurie    | Televoto  | Totale    | Posizione |
| -- | -------------------- | ------------------------------ | --------- | --------- | --------- | --------- |
| 1  | Samir & Viktor       | Groupie                        | 29        | 20        | 49        | 8         |
| 2  | JTR                  | Building It Up                 | 21        | 4         | 25        | 10        |
| 3  | Dinah Nah            | Make Me (La La La)             | 14        | 8         | 22        | 12        |
| 4  | Jon Henrik Fjällgren | Jag är fri (Manne Leam Frijje) | 51        | 88        | 139       | 2         |
| 5  | Jessica Andersson    | Can't Hurt Me Now              | 15        | 8         | 23        | 11        |
| 6  | Måns Zelmerlöw       | Heroes                         | 122       | 166       | 288       | 1         |
| 7  | Linus Svenning       | Forever Starts Today           | 41        | 18        | 59        | 6         |
| 8  | Isa                  | Don't Stop                     | 38        | 18        | 56        | 7         |
| 9  | Magnus Carlsson      | Möt mig i Gamla stan           | 10        | 18        | 28        | 9         |
| 10 | Eric Saade           | Sting                          | 48        | 29        | 77        | 5         |
| 11 | Mariette             | Don't Stop Believing           | 74        | 28        | 102       | 3         |
| 12 | Hasse Andersson      | Guld och gröna skogar          | 10        | 68        | 78        | 4         |

### Voti separati
| Brano                          | Armenia (bandiera) | Austria (bandiera) | Belgio (bandiera) | Cipro (bandiera) | Estonia (bandiera) | Francia (bandiera) | Israele (bandiera) | Malta (bandiera) | Paesi Bassi (bandiera) | Regno Unito (bandiera) | Slovenia (bandiera) | Punt. | Televoto/SMS | Televoto/SMS | Televoto/SMS | Tot. | Pos. |
| Brano                          | Armenia (bandiera) | Austria (bandiera) | Belgio (bandiera) | Cipro (bandiera) | Estonia (bandiera) | Francia (bandiera) | Israele (bandiera) | Malta (bandiera) | Paesi Bassi (bandiera) | Regno Unito (bandiera) | Slovenia (bandiera) | Punt. | Voti         | %            | Punt.        | Tot. | Pos. |
| ------------------------------ | ------------------ | ------------------ | ----------------- | ---------------- | ------------------ | ------------------ | ------------------ | ---------------- | ---------------------- | ---------------------- | ------------------- | ----- | ------------ | ------------ | ------------ | ---- | ---- |
| Groupie                        |                    |                    | 10                | 4                |                    |                    |                    | 8                | 6                      | 1                      |                     | 29    | 65 927       | 4,2%         | 20           | 49   | 8    |
| Building It Up                 |                    |                    | 8                 |                  | 6                  | 6                  | 1                  |                  |                        |                        |                     | 21    | 14 236       | 0,9%         | 4            | 25   | 10   |
| Make Me (La La La)             |                    |                    |                   | 1                |                    |                    | 2                  |                  |                        |                        |                     | 14    | 28 094       | 1,8%         | 8            | 22   | 12   |
| Jag är fri (Manne leam frijje) | 8                  | 8                  | 4                 |                  | 2                  | 8                  |                    |                  | 8                      | 12                     | 1                   | 51    | 288 964      | 18,6%        | 88           | 139  | 2    |
| Can't Hurt Me Now              | 4                  |                    |                   |                  |                    | 1                  |                    | 6                |                        |                        | 4                   | 15    | 25 721       | 1,7%         | 8            | 23   | 11   |
| Heroes                         | 12                 | 12                 | 12                | 12               | 12                 | 12                 | 6                  | 12               | 12                     | 8                      | 12                  | 122   | 545 601      | 35,1%        | 166          | 288  | 1    |
| Forever Starts Today           | 2                  | 10                 | 1                 | 6                | 4                  | 2                  | 4                  |                  |                        | 6                      | 6                   | 41    | 57 838       | 3,8%         | 18           | 59   | 6    |
| Don't Stop                     |                    | 4                  |                   |                  | 10                 |                    |                    | 2                | 4                      | 10                     | 8                   | 38    | 60 213       | 3,9%         | 18           | 56   | 7    |
| Möt mig i Gamla stan           | 1                  | 1                  |                   | 8                |                    |                    |                    |                  |                        |                        |                     | 10    | 59 811       | 3,8%         | 18           | 28   | 9    |
| Sting                          | 10                 | 2                  | 6                 | 2                | 1                  | 4                  | 10                 | 1                | 10                     | 2                      |                     | 48    | 96 237       | 6,2%         | 29           | 77   | 5    |
| Don't Stop Believing           | 6                  | 6                  | 2                 | 10               | 8                  | 10                 | 12                 | 4                | 2                      | 4                      | 10                  | 74    | 90 749       | 5,8%         | 28           | 102  | 3    |
| Guld och gröna skogar          |                    |                    |                   |                  |                    |                    | 8                  |                  |                        |                        | 2                   | 10    | 222 166      | 14,3%        | 68           | 78   | 4    |

## All'Eurovision Song Contest

### Verso l'evento

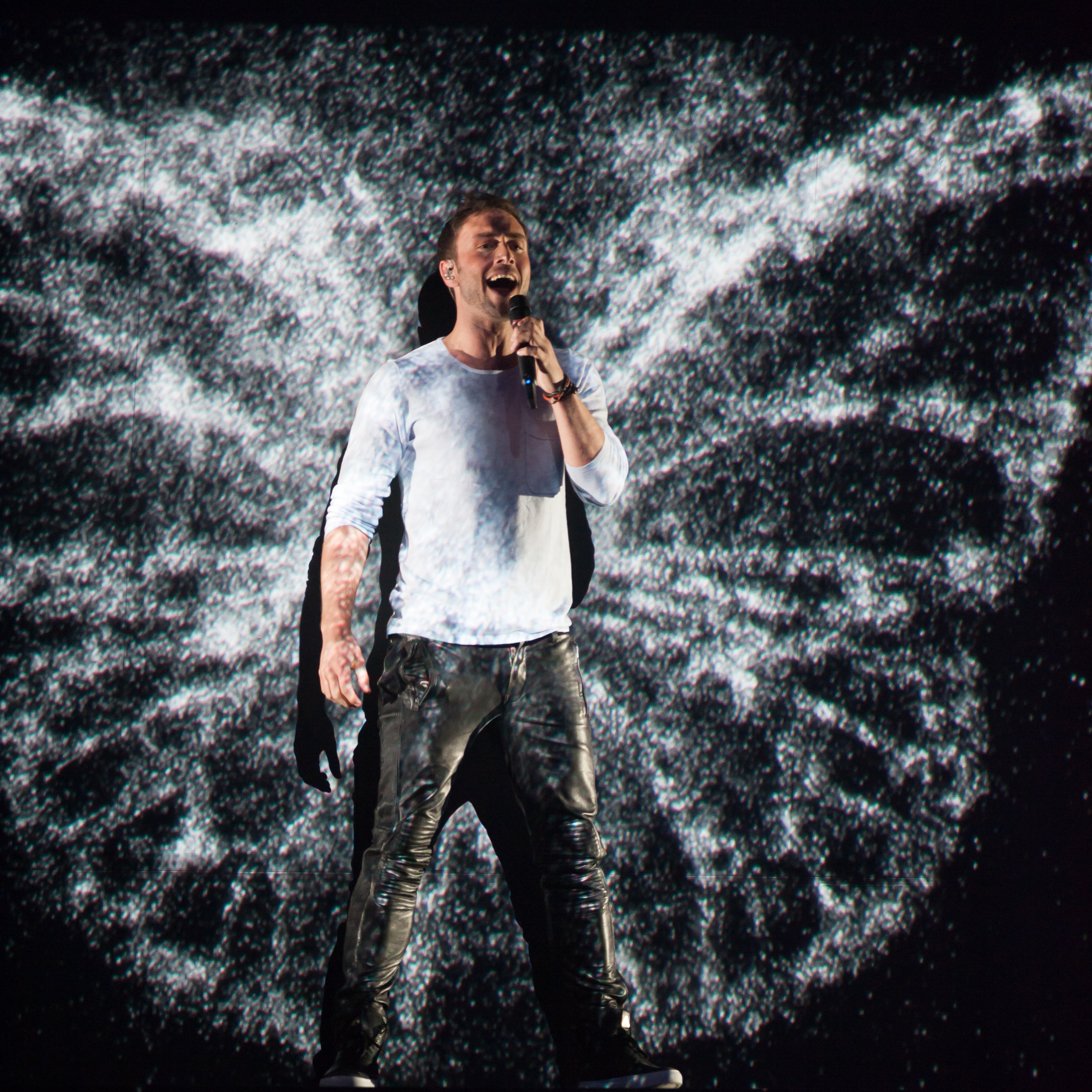
Zelmerlöw durante le prove del 16 maggio

Il 26 gennaio 2015 si è tenuto il sorteggio che ha determinato la composizione delle due semifinali: la Svezia è stata sorteggiata per partecipare nella seconda metà della seconda semifinale, venendo poi posta al 13º posto nell'ordine di esibizione, dopo l'islandese María Ólafs e prima della svizzera Mélanie René.
Måns Zelmerlöw, per promuovere il proprio brano, ha preso parte all'Eurovision in Concert (Amsterdam, 18 aprile 2015).
La Svezia ha affrontato le prove tecniche il 14 e 16 maggio, seguite da quelle generali il 20 e 21 maggio, includendo lo show riservato alle giurie nazionali.

### Performance
La performance all'Eurovision Song Contest 2015 non ha visto particolari cambiamenti da quella adottata per la selezione nazionale: il cantante appare inizialmente al centro della scena, affiancato da una projection board; man mano che la melodia prosegue il cantante interagisce con alcuni personaggi in grafica, fino al secondo ritornello quando i LED retrostanti iniziano a lampeggiare colorati di rosso. Sul palco Zelmerlöw ha indossato un maglione grigio e un paio di pantaloni di pelle neri. È stato affiancato da cinque coristi non presenti sul palco: Britta Bergström, Michael Blomqvist, Linnea Deb, Alexander Holmgren e Jeanette Olsson.
La Svezia si è esibita 13ª nella seconda semifinale del 21 maggio 2015 come da programma, classificandosi 1ª con 217 punti e qualificandosi per la finale.
Esibitasi 10ª in finale si classifica nuovamente 1ª con 365 punti, vincendo l'Eurovision Song Contest 2015 con un distacco di 62 punti dalla seconda classificata, la Russia di Polina Gagarina con A Million Voices.

### Voto

#### Punti assegnati alla Svezia
| Punteggio (1° con 217 punti) | Punteggio (1° con 217 punti)  | Punteggio (1° con 217 punti) | Punteggio (1° con 217 punti) | Punteggio (1° con 217 punti) |
| 12 | 10                            | 8                            | 7                            | 6                            |
| --- | ----------------------------- | ---------------------------- | ---------------------------- | ---------------------------- |
| - Australia - Cipro - Germania - Islanda - Israele - Lettonia - Malta - Norvegia - Polonia - Portogallo - Repubblica Ceca - San Marino - Slovenia - Svizzera | - Irlanda - Italia - Lituania | - Montenegro                 | - Regno Unito                |                              |
| 5 | 4                             | 3                            | 2                            | 1                            |
| | - Azerbaigian                 |                              |                              |                              |

| Punteggio (1° con 365 punti) | Punteggio (1° con 365 punti)                                                                                                 | Punteggio (1° con 365 punti)                                           | Punteggio (1° con 365 punti)                         | Punteggio (1° con 365 punti) |
| 12 | 10 | 8                                                                      | 7                                                    | 6                            |
| --- | --- | ---------------------------------------------------------------------- | ---------------------------------------------------- | ---------------------------- |
| - Australia - Belgio - Danimarca - Finlandia - Islanda - Italia - Lettonia - Norvegia - Polonia - Regno Unito - Slovenia - Svizzera | - Bielorussia - Cipro - Estonia - Germania - Irlanda - Israele - Lituania - Malta - Paesi Bassi - Repubblica Ceca - Ungheria | - Francia - Moldavia - Portogallo - Romania - Russia - Serbia - Spagna | - Albania - Armenia - Austria - Georgia - San Marino | - Azerbaigian                |
| 5 | 4 | 3                                                                      | 2                                                    | 1                            |
| - Macedonia - Montenegro | - Grecia |                                                                        |                                                      |                              |

#### Punti assegnati dalla Svezia
| Punti | Paese           |
| ----- | --------------- |
| 12    | Norvegia        |
| 10    | Israele         |
| 8     | Lettonia        |
| 7     | Montenegro      |
| 6     | Cipro           |
| 5     | Polonia         |
| 4     | Azerbaigian     |
| 3     | Irlanda         |
| 2     | Islanda         |
| 1     | Repubblica Ceca |

| Punti | Paese      |
| ----- | ---------- |
| 12    | Australia  |
| 10    | Belgio     |
| 8     | Italia     |
| 7     | Norvegia   |
| 6     | Russia     |
| 5     | Lettonia   |
| 4     | Israele    |
| 3     | Estonia    |
| 2     | Montenegro |
| 1     | Slovenia   |